# Trishula

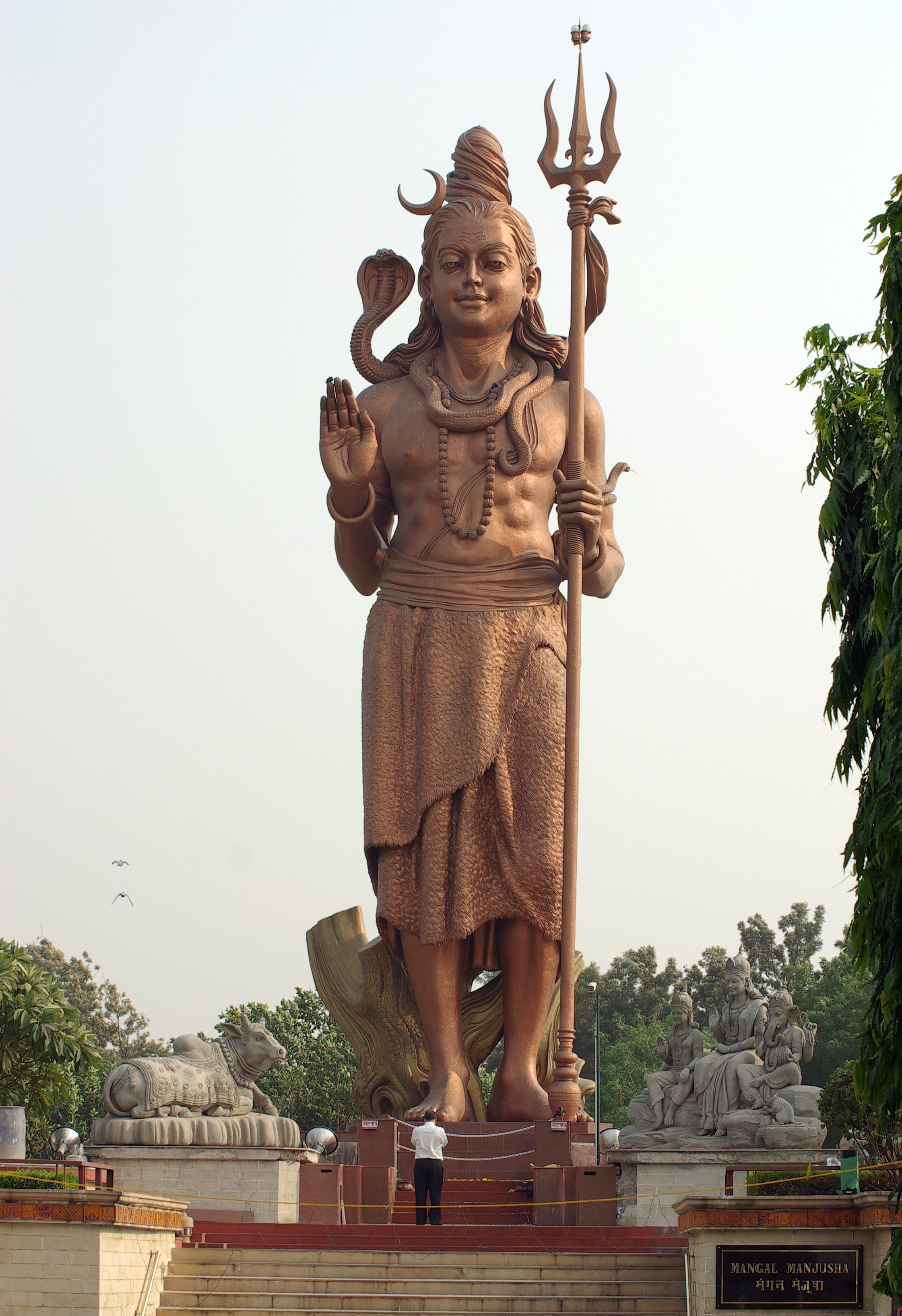
Shiva met trishula

Een trishula (Sanskriet: त्रिशूल, IAST: triśūla) is een drietand die goddelijkheid symboliseert. Het werd in de hindoeïstische mythologie karakteristiek voor de god Shiva, maar ook de godin Durga draagt de drietand vaak.
Hoewel Shiva voor de Guptaperiode nooit met de drietand werd afgebeeld, was de associatie dusdanig sterk dat de Kushana-god Oesho – die met een drietand is afgebeeld op de munten van de Kushana's – gedacht werd Shiva te zijn. John Rosenfield associeerde deze drietand echter met die van Poseidon.
Door John Marshall werd de vermeende trishula op het Pashupati-zegel gezien als aanwijzing dat er ten tijde van de Indusbeschaving ook een mannelijk god aanbeden werd die overeenkwam met de latere Shiva:
My reasons [...] for this identification are four. In the first place the figure has three faces and that Śiva was portrayed with three as well as with more usual five faces, there are abundant examples to prove. Secondly, the head is crowned with the horns of a bull in the form of a triśūla, and both the bull and the triśūla are characteristic emblems of Śiva. Thirdly, the figure is in a typical yoga attitude, and Śiva was and still is, regarded as the Mahāyogī—the prince of Yogis. Fourthly, he is surrounded by animals, and Śiva is par excellence the “Lord of Animals” (Paśupati)—of the wild animals of the jungle, according to the Vedic meaning of the word paśu, no less than that of domesticated cattle.
Er is de nodige kritiek op het toewijzen van latere hindoeïstische ideeën op een prehistorisch zegel.